# Педрам, Абдул Латиф
Абдул Латиф Педрам (дари ﻋﺒﺪﺍﻟﻠﻄﻴﻒ ﭘﺪﺭﺍﻡ, род. 1963, Маймай, Афганистан) — афганский писатель, поэт, журналист, профессор персидской литературы, политический деятель, этнический таджик.
Абдул Латиф Педрам создал и возглавлял Партию национального конгресса Афганистана, участвовал в выборах президента Афганистана.
Он был избран в парламент Афганистана, где был одним из 9 представителей провинции Бадахшан в нижней палате парламента.

## Биография
Латиф Педрам родился в районе Дарваз в 1963 году в персоязычной таджикской семье.
Латиф Педрам — писатель, поэт, журналист и профессор персидской литературы.
В 1980-e Педрам работал журналистом, придерживался левых взглядов и был членом коммунистической партии, однако из-за его критики политики просоветского правительства он оказался в тюрьме, как и другие интеллигенты, и был освобождён после вывода советских войск.
Когда Талибан захватил Кабул, Латиф Педрам перебрался на север Афганистана — на территорию, контролируемую Ахмадом Шахом Масудом, одним из основных борцов против советской оккупации.
Он оставался в Афганистане в течение большей части военных лет, перемещаясь по стране, чтобы иметь возможность продолжать свою деятельность. В конце концов Латиф Педрам был вынужден покинуть страну из-за доминирования талибов и их политики этнической и языковой сегрегации. Прежде, чем вернуться в Афганистан после разгрома талибов, он некоторое время жил во Франции, где изучал политические науки и пытался продвигать афганскую персидскую поэзию и литературу.
Абдул Латиф Педрам является основателем Партии национального конгресса Афганистана.

## Политические взгляды
Латиф Педрам является убеждённым последовательным  сторонником секуляризма, своей целью как политика ставиз задачу сделать Афганистан независимым федеральным и децентрализованным светским государством. Он осуждает коррупцию и решительно выступает против исламского фундаментализма. Он считает, что страна должна быть разделена на автономные регионы под контролем региональных столиц.
Педрам кардинально выделяется среди всех афганских политиков своими политическими взглядами, а также резкими высказываниями. Оппоненты обвиняют его в этнической предвзятости и национализме, он отрицает эти обвинения и поясняет, что борется за социальную справедливость для всех, а не для какой-либо этнической группы.
Одна из целей участия Педрама и его партии в выборах — переломить ситуацию, когда выдвигаются и побеждают на выборах люди одной и той же этнической группы.
Он считает, что при формировании федеративных регионов Афганистана должны учитываться территориальное и культурное сходство живущих там людей, что регионы нелюзя формировать по этническому признаку из-за того, что разные этносы давно соседствуют в каждой афганской местности.
У пуштунских политиков бурные протесты вызвала позиция Педрама по спорной границе между Пакистаном и Афганистаном — Педрам выступает за признание «линии Дюранда», которая, по мнению некоторых представителей пуштунской политической элиты, разделяет единый по из мнению народ (пуштунские племена живут и в Афганистане, и в Пакистане).